# Anko van der Werff
Anko David van der Werff, född 1975, är en nederländsk jurist och företagsledare.

## Biografi
Anko van der Werff utsågs till verkställande direktör och koncernchef för SAS AB den 28 april 2021 med tillträde senast den 15 juli 2021. Dessförinnan var han vd för Avianca och Avianca Holdings i Colombia (från 2019). Tidigare hade han flera ledande positioner inom internationell flygindustri – Grupo Aeromexico (2014–2019), Qatar Airways (2010–2014) och inom Air France-KLM (2000–2010). Han är nederländsk medborgare och utbildad jurist från Universitetet i Leiden, samt har examen från Harvard Business School.